# Molgula impura
Molgula impura är en sjöpungsart som beskrevs av Heller 1877. Molgula impura ingår i släktet Molgula och familjen kulsjöpungar. Inga underarter finns listade i Catalogue of Life.